# Espionne de mon cœur
Pour plus de détails, voir Fiche technique et Distribution.
Espionne de mon cœur (My Favorite Spy)est un film d'espionnage américain réalisé par Norman Z. McLeod, sorti en 1951. 

## Synopsis
Des agents du renseignement américains recrutent le comique burlesque Peanuts White pour qu'il se fasse passer pour l'espion international Eric Augustine, auquel il ressemble physiquement. Sa mission est d'acquérir un microfilm d'un million de dollars à Tanger. Là-bas, il rencontre l'irrésistible Lily Dalbray, l'ancienne amie d'Augustine, qui est maintenant de mèche avec son ennemi juré, Brubaker.

## Fiche technique
- Titre français : Espionne de mon cœur
- Titre original : My Favorite Spy
- Réalisateur : Norman Z. McLeod
- Scénario : Edmund L. Hartmann et Jack Sher d'après une histoire de Edmund Beloin et Lou Breslow
- Dialogues additionnels : Hal Kanter
- Production : Paul Jones
- Société de production et de distribution : Paramount Pictures
- Musique : Victor Young
- Photographie : Victor Milner
- Montage : Frank Bracht
- Direction artistique : Roland Anderson et Hal Pereira
- Décorateur de plateau : Sam Comer et Grace Gregory
- Costumes : Edith Head
- Pays de production :  États-Unis
- Langue : anglais
- Format : noir et blanc – 35 mm – 1,37:1 – mono  (Western Electric Recording)
- Genre : comédie romantique, espionnage et film musical
- Durée : 93 minutes
- Dates de sortie : 
  - États-Unis : 25 décembre 1951
  - France : 8 avril 1952
- Affiche : Boris Grinsson (France)

## Distribution
- Bob Hope (VF : Serge Lhorca) : Peanuts White / Eric Augustine
- Hedy Lamarr (VF : Sylvie Deniau) : Lily Dalbray
- Francis L. Sullivan (VF : André Gerbel) : Karl Brubaker
- Arnold Moss (VF : Roland Ménard) : Tasso
- John Archer (VF : Jean-Henri Chambois) : Henderson
- Luis Van Rooten (VF : Serge Nadaud) : Rudolf Hoenig
- Stephen Chase (VF : Richard Francœur) : Donald Bailey
- Morris Ankrum (VF : Abel Jacquin) : Général Frazer
- Angela Clarke (VF : Marie Francey) : la bohémienne diseuse de bonne aventure
- Iris Adrian : Lola
- Frank Faylen : Newton
- Mike Mazurki (VF : Jean Clarieux) : Monkara
- Marc Lawrence : Ben Ali
- Tonio Selwart : Harry Crock
- Ralph Smiley : El Sarif
- Joseph Vitale : un pompier

Acteurs non crédités :
- Helen Chapman (VF : Lita Recio) : Mlle Dieckers
- Suzanne Dalbert : la servante aux pieds nus
- John George : un marchand
- Pepe Hern : un groom
- Ralph Sanford (VF : Émile Drain) : le comédien burlesque jouant sur les planches
- Norbert Schiller (VF : Roger Rudel) : Dr Estrallo
- John Tegner (VF : Georges Hubert) : le professeur de Judo
- Crane Whitley (VF : Claude Péran) : Willie